# Н’Гбо Аке, Жильбер Мари
Жильбер Мари Н’Гбо Аке (фр. Gilbert Marie N'gbo Aké; род. 8 октября 1955, Абиджан) — ивуарийский государственный и политический деятель. Был назначен премьер-министром Кот-д’Ивуара президентом Лораном Гбагбо после того, как он заявил о своей победе на спорных президентских выборах 2010 года.

## Биография
В 1991 году успешно защитил докторскую диссертацию по экономике в Тулузском университете по специальности эконометрика и государственное регулирование экономики. Был деканом факультета экономики и управления с 2001 по 2007 год. До 2011 года являлся председателем Университета Феликса-Уфуэ-Буаньи и председателем Научного комитета по празднованию 50-летия независимости Кот-д’Ивуара. Был назначен премьер-министром страны президентом Лораном Гбагбо 7 декабря 2010 года, в начале ивуарийского кризиса 2010—2011 годов.
После отстранения от должности президента Лорана Гбагбо, назначением им премьер-министром Жильбера Мари Н’Гбо Аке было аннулировано постановлением правительства № 2011—007 от 14 апреля 2011 года. В мае 2011 года он был арестован и обвинен в создании угрозы национальной безопасности. В декабре 2012 года Жильбер Мари Н’Гбо Аке и семь других бывших министров последнего правительства Лорана Гбагбо были освобождены.